# Niúksenitsa
Niúksenitsa (ruso: Ню́ксеница) es un pueblo (seló) de Rusia, capital del ókrug municipal homónimo en la óblast de Vólogda.
En 2021, el pueblo tenía una población de 4333 habitantes. Se ubica unos 100 km al suroeste de Veliki Ústiug, sobre la carretera A123 que lleva a Vólogda. El casco urbano se extiende sobre la orilla septentrional del río Sújona, y está dividido en dos mitades por la desembocadura del río Niúksenitsa.

## Historia
Se conoce la existencia del pueblo en documentos desde 1619. En el Imperio ruso formó parte del uyezd de Veliki Ústiug de la gobernación de Vólogda. Adoptó el estatus de capital distrital en 1924, cuando se formaron los raiones de la gobernación del Dviná Septentrional. Antes de que el raión se constituyera como ókrug municipal en 2022, Niúksenitsa era sede de un asentamiento rural que incluía como pedanías 48 localidades rurales, de las cuales solamente cuatro superaban los cien habitantes: el posiólok de Matvéyevo y las aldeas (derevni) de Berézovaya Slobodka, Lesiutino y Bobróvskoye.